# Konzertarie
Konzertarien sind weltliche Gesangsstücke für den Konzertsaal beziehungsweise für festliche Anlässe, vorrangig aus dem späten 18. und frühen 19. Jahrhundert, die von einem Orchester begleitet werden. Die meisten der heute noch aufgeführten Konzertarien stammen von Wolfgang Amadeus Mozart.

## Definition
Im Gegensatz zu Opernarien sind sie nicht Teil eines abendfüllenden Werkes, sondern dienen zur Auflockerung von Konzertprogrammen oder zur Darstellung der Bravour einer Sängerin, eines Sängers. Während das Kunstlied im Regelfall die Vertonung eines Gedichtes mit Cembalo- oder Klavier-Begleitung darstellt, eine lyrische Form, beinhaltet die Konzertarie durchaus theatralische Aspekte und schildert einen emotionalen Zwiespalt oder einen Gefühlsausbruch, eine dramatische Form. Daraus ergibt sich auch der Gegensatz zur Kirchenkantate, die als Deklaration der Frömmigkeit stets in Relation zu Gott steht und daher auf exaltierte Ausbrüche weitgehend verzichtet (aber nicht unbedingt auf Virtuosität). Gattungsgeschichtlich steht die Konzertarie zwischen italienischer Kantate und opera seria.
Im Regelfall bestehen Konzertarien aus einem accompagnato-Rezitativ und der eigentlichen Arie. Ihre Länge entspricht in etwa den ausgedehntesten und am meisten ausgearbeiteten Arien oder Szenen für Primadonna oder primo uomo in der zeitgenössischen Opera seria (d. h. ca. 8-12 Minuten bei Mozart, im 19. Jahrhundert etwas länger). Es gibt jedoch auch kürzere Konzertarien ohne Accompagnato, wie z. B. Mozarts Nehmt meinen Dank, ihr holden Gönner (KV 383), eine Abschiedsarie, die sich direkt und dankend ans Publikum wendet; manche haben auch einen humorvollen buffo-Charakter, wie Mozarts Ich möchte wohl der Kaiser sein (KV 539). Meistens wurden Konzertarien für eine bestimmte Sängerpersönlichkeit und deren stimmliche Möglichkeiten komponiert, ähnlich wie in der Oper. Ein gewisses Abgrenzungsproblem besteht zur sogenannten Einlagearie, die als Ersatz für eine bereits bestehende Arie einer Oper geschrieben wurde.

## Geschichte
Im 17. Jahrhundert entwickelte sich die weltliche Solokantate zumeist über Dichtungen zu mythologischen Themen, zunächst in Italien (z. B. von Carissimi, Stradella, Alessandro Scarlatti, Caldara u. a.), später auch in Deutschland – mit Beispielen von Reinhard Keiser, Händel, Hasse u. a. Manche dieser Kantaten hatten eine Orchesterbegleitung und können damit als direkte Vorläufer der Konzertarie gelten, wie z. B. Hasses La scusa über einen Text von Metastasio. Derartige orchesterbegleitete Kantaten wurden noch bis ins 19. Jahrhundert komponiert, ein bekanntes Beispiel, das auch manchmal als Konzertarie angesehen wird, ist Haydns Scena di Berenice (1795), Hob. XXIVa:10, die er für Brigida Banti als Einlage in einem Konzert in London schrieb, wo u. a. auch Sinfonien von ihm und konzertante Instrumentalwerke erklangen. In derartigen (oft sehr langen) Konzerten wurden nicht nur Konzertarien, sondern auch ‚echte‘ Opernarien aufgeführt.
Auf der anderen Seite gab es schon vor der Klassik Arien, die als Einzelstücke konzipiert waren, und nicht für den größeren Rahmen von Oper, Oratorium oder Kantate, ein Beispiel dafür sind Händels Deutsche Arien (HWV 202-210), die jedoch für eine kammermusikalische Besetzung gedacht sind.
Seit dem Barock war es eine gängige Praxis, Einlagearien als Einschub in die Oper eines anderen Komponisten zu komponieren, wenn die ursprüngliche Arie für einen neuen Interpreten nicht passte. Gründe dafür konnte ein anderer Stimmumfang, oder andere stimmtechnische Möglichkeiten sein – also dass ein Sänger oder eine Sängerin entweder virtuoser oder nicht virtuos genug war –, manchmal wollte man eine ältere Oper auch durch neue Arien etwas modernisieren.
Jenseits davon stammen die vermutlich ersten originären Konzertarien von Johann Christian Bach, der aus Libretti von Metastasio entsprechende Passagen entnahm, vertonte und eigenständig aufführen ließ. Bach verwendete in seinen Konzertarien z. T. auch ungewöhnliche Solo-Instrumente, wie Fortepiano, 2 Violoncelli oder Hörner. Abgesehen von den seltenen Ausnahmen mit einem Klavier als Solo-Instrument (siehe auch Mozarts Ch'io mi scordi di te – Non temer, amato bene (KV 505)) und wenigen anderen Beispielen, gibt es grundsätzlich allerdings keinen eindeutig definierbaren formalen Unterschied zwischen einer Einlage- und einer Konzert-Arie, und rein theoretisch war es gerade im 18. Jahrhundert denkbar, dass eine Konzertarie über einen Text von Metastasio sowohl in einem Konzert-, als auch in der entsprechenden Oper, aus welcher der Text stammte, hätte verwendet werden können. Genau wie man umgekehrt eine beliebte Arie aus einer Oper auch in einem Konzert hätte singen können (was auch vorkam und bis heute vorkommt, siehe oben).

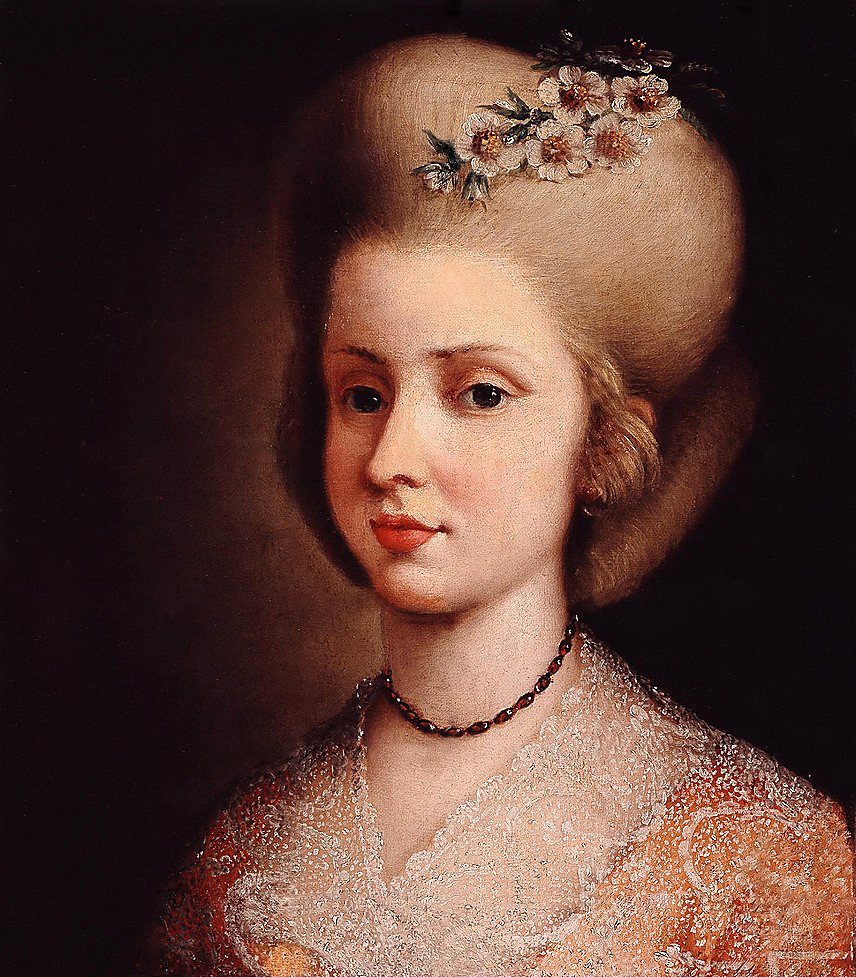
Aloysia Weber

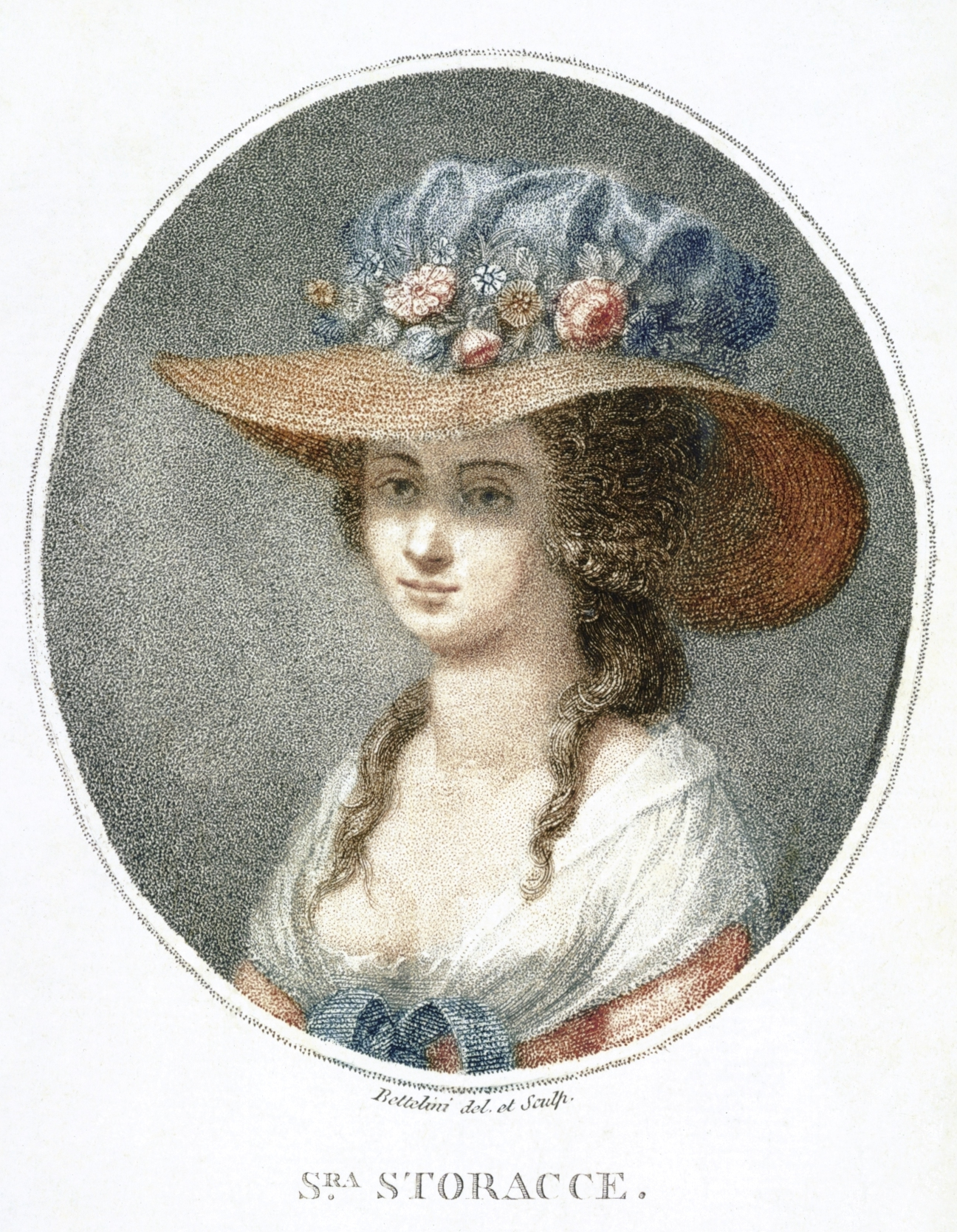
Nancy Storace

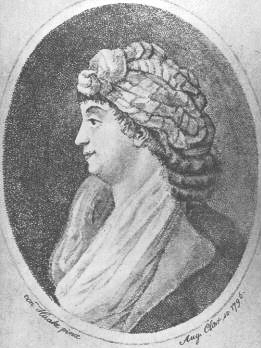
Josepha Duschek

Eine Vielzahl von Konzertarien komponierte Mozart, oft ebenfalls auf Metastasio zurückgreifend, zumeist maßgeschneidert für bevorzugte Sängerinnen wie Aloysia Weber, Josepha Duschek oder Nancy Storace. Einige dieser Arien sind echte Bravourarien, besonders diejenigen für Aloysia Weber, in denen Mozart häufig den vollen Umfang ihrer Stimme vom c bis zum dreigestrichenen g ausnützt (z. B. Popoli di Tessaglia – Io non chiedo (KV 316) und Mia speranza adorata – Ah, non sai, qual pena sia (KV 416)). Insgesamt schrieb Mozart fast fünfzig einzelne Arien, die meisten für Frauenstimme, insbesondere Sopran, aber auch für männliche Sänger, sowohl Kastraten als auch in der Stimmlage Tenor und Bass. Darunter sind allerdings viele Einlagearien für Opern anderer Komponisten und nachkomponierte Arien für eigene Opern – es ist nicht einmal in allen Fällen bekannt, ob eine Arie als Einlagearie oder ‚nur‘ für ein Konzert gedacht war. Frühe Arien, die er noch im Kindes- und Jugendalter schrieb, waren darüber hinaus vermutlich eine wichtige Kompositionsübung und dienten auch als Demonstration seiner Fähigkeiten im Hinblick auf einen Opernauftrag.
Auch der junge Beethoven verfasste eine Konzertarie für die Duschek, die Mozarts tückische Arie Bella mia fiamma – Resta, o cara a prima vista fehlerfrei interpretiert hatte. Beethovens Konzertarie mit einer Dauer von 12 bis 14 Minuten besteht aus einem Rezitativ Ah! perfido von Pietro Metastasio und der eigentlichen Arie Per pietà, non dirmi addio, und beschreibt die Seelenqualen einer soeben verlassenen Frau. Das Werk trägt die Opus-Zahl 65 und soll im Herbst 1796 in Leipzig uraufgeführt worden sein. Weder die Widmungsträgerin, Gräfin Josephine de Clary, noch die junge Josephine Killitschky, die 1808 kurzfristig die Wiener Erstaufführung übernahm, konnten die Gesangspartie bewältigten. Das Werk versank in Vergessenheit, bis es in den 1950er Jahren von einer Reihe bekannter Opernsängerinnen im Konzertsaal und auf Schallplatte vorgestellt wurde – darunter waren Gré Brouwenstijn, Astrid Varnay, Elisabeth Schwarzkopf, Inge Borkh und Birgit Nilsson. In den 1960er Jahren zeichnete Maria Callas die Arie auf, es folgten Janet Baker, Montserrat Caballé, Gundula Janowitz, Gwyneth Jones, Cheryl Studer und Christiane Karg. Das Werk erfreut sich heute anhaltender Beliebtheit bei Interpretinnen und beim Publikum.
Es gibt auch zumindest eine Konzertarie einer Komponistin, Io d'amor, oh Dio, mi moro von Fanny Hensel, ebenfalls mit einem Text von Metastasio.
Musikgeschichtlich abgelöst wurden die Konzertarien gegen Mitte des 19. Jahrhunderts weitgehend von den Orchesterliedern, erstmals von Hector Berlioz kreiert, mit Gustav Mahler als deren wichtigstem Vertreter. Parallel blieb das Genre der Konzertarie weiterhin bestehen, beispielsweise mit Alban Bergs Vertonung von Texten Charles Baudelaires, Der Wein, aus dem Jahr 1929.

## Berühmte Konzertarien (Auswahl)
In chronologischer Reihenfolge.
- Johann Christian Bach: Ebben, si vada, für Sopran, Oboe, Fortepiano & Orchester
- Johann Christian Bach: Sentimi non partir, für Sopran, 2 Celli, Fortepiano & Orchester
- Johann Christian Bach: Sventurata, in van mi legno, für Sopran, 2 Hörner & Orchester
- Mozart: Va, dal furor portata (KV 21), Text aus Metastasios Ezio, London 1765; erste Konzert- oder Einlage- (?)Arie Mozarts.[12]
- Mozart: Ah, lo previdi – Ah, t'invola agl'occhi miei (KV 272), geschrieben für Josepha Duschek, gewidmet Aloysia Weber

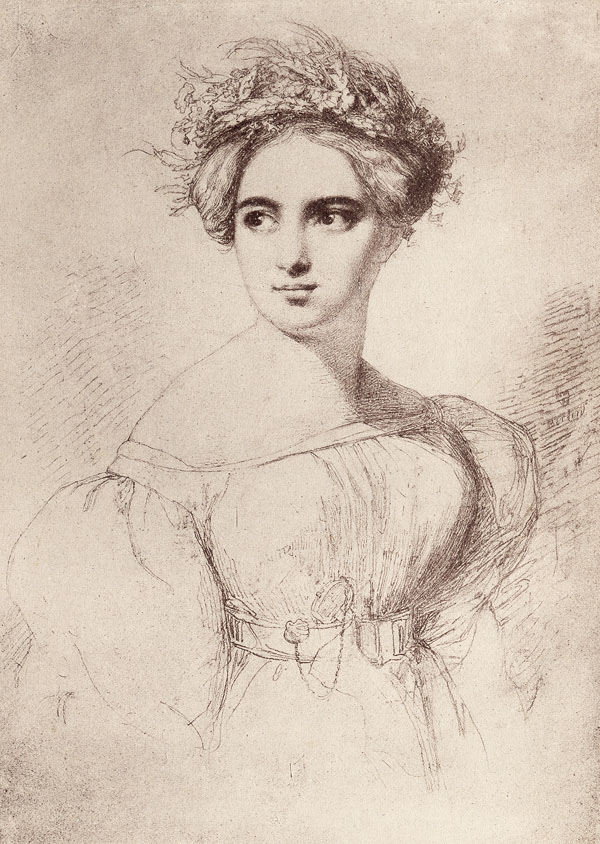
Fanny Hensel

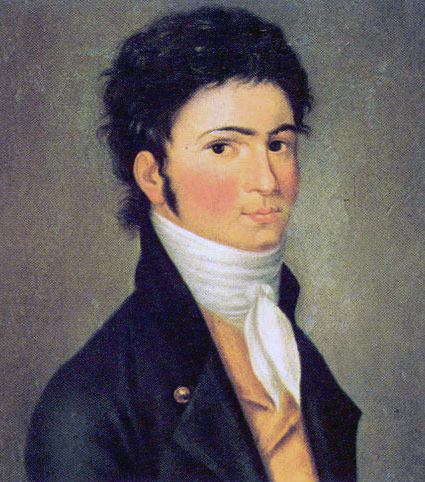
Ludwig von Beethoven

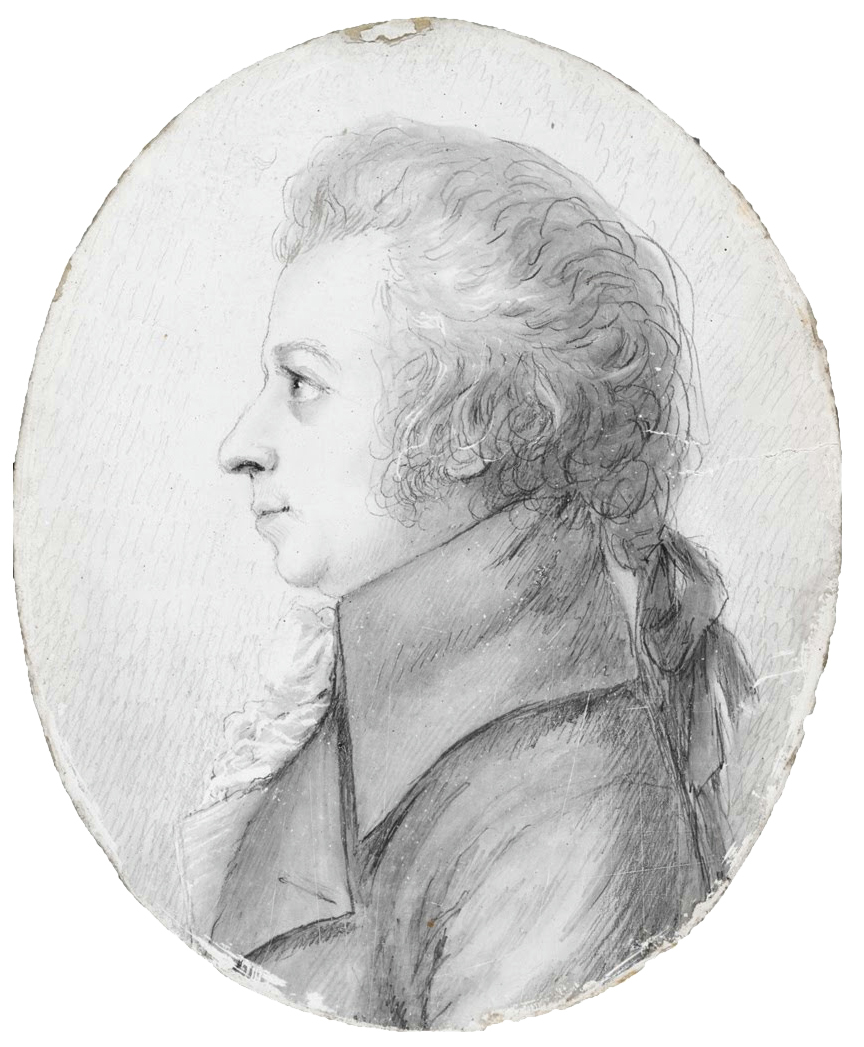
Wolfgang Amadeus Mozart

- Mozart: Alcandro lo confesso – Non sò donde viene (KV 294), für Aloysia Weber.
- Mozart: Popoli di Tessaglia – Io non chiedo (KV 316), für Aloysia Weber.
- Mozart: Nehmt meinen Dank (KV 383), für ein Benefizkonzert von Aloysia Weber (1782).
- Mozart: Mia speranza adorata – Ah, non sai, qual pena sia (KV 416), für Aloysia Weber.
- Mozart: Ch'io mi scordi di te – Non temer, amato bene (KV 505), geschrieben für Nancy Storace, und mit einem Solo-Klavierpart, den Mozart für sich selber schrieb.
- Mozart: Bella mia fiamma – Resta, o cara (KV 528), geschrieben für Josepha Duschek
- Mozart: Ich möchte wohl der Kaiser sein (KV 539), für Friedrich Baumann, uraufgeführt am 7. März 1788.
- Mozart: Chi sà, chi sà, qual sia (KV 582), Einlagearie für Vicente Martín y Solers Da Ponte-Oper Il burbero di buon cuore
- Beethoven: Ah! perfido (1796), op. 65, geschrieben für Josepha Duschek, gewidmet Josephine von Clary-Aldringen
- Carl Maria von Weber: Rezitativ und Rondo Il momento s’avvicina, op. 16 J. 93 (1810)
- Carl Maria von Weber: Misera me!, op. 50 J. 121 (1811), Szene und Arie der Atalia
- Carl Maria von Weber: Non paventar mia vita (1815), Szene und Arie aus Ines de Castro, für Helene Harlas
- Schubert: Vedi quanto t'adoro ancora, ingrato, D. 510 (1816, nach einem Text von Metastasio), mit Klavierbegleitung
- Arriaga: Erminia (1821–26), nach Tasso
- Mendelssohn Bartholdy: Infelice! Già dal mio sguardo op. 94 (1832/1834, rev. 1843), ursprünglich für Maria Malibran und ihren Geliebten, den Geiger Charles de Bériot, aber aufgeführt erst 1834 und 1836 von Maria Caradori-Allen und J. D. Loder.[13]
- Hensel: Io d'amor, oh Dio, mi moro (1835) H-U 279
- Künneke: Selene an Endymion (1917), Text von Wilhelm Alfred Imperatori
- Krenek: Monolog der Stella, Konzertarie für Sopran und Orchester op. 57a (1928)
- Berg: Der Wein, Konzertarie mit Orchester (1929), nach dem gleichnamigen Gedichtzyklus aus Les Fleurs du Mal von Baudelaire in der deutschen Übertragung von Stefan George
- Egk: Chanson und Romance du Comte Olinos (1953), geschrieben für Pierrette Alarie
- Rihm: Konzertarie Telepsychogramm (1975, UA 1989) für Mezzosopran und großes Orchester
- Henze: Zwei Konzertarien für Tenor und kleines Orchester (1991), in memoriam Friedrich K. Wanek
- Trojahn: O nott', o dolce tempo, für Tenor und Orchester (1995)
- Schubert/Thomas Pernes: Der Hirt auf dem Felsen, Orchesterfassung von Thomas Pernes (2002; d. h. dieses Stück ist im Original keine Konzertarie, sondern ein Lied (bzw. eine Szene) für Gesang, Klarinette und Klavier)

## Heutige Aufführungspraxis
Konzertarien sind regelmäßig in Orchesterkonzerten der klassischen Konzerthäuser zu hören, beispielsweise bei den Proms in London. Eine nicht untypische Zusammenstellung ist die eines Konzertes der Österreichisch-Ungarischen Haydn-Philharmonie unter Leitung von Marc Minkowski mit Marlis Petersen als Solistin, welches im April 2017 im Schloss Esterházy in Eisenstadt stattfand: Drei Konzertarien, jeweils eine von Haydn, Beethoven und Mozart, und danach Haydns Symphonie Nr. 104 in D-Dur, Hob. I:104. Fast jedes Jahr finden sich Mozarts Konzertarien in den Programmen der Mozart-Matineen der Salzburger Festspiele, wo sie im Regelfall nach einem einleitenden Orchesterwerk und vor einer abschließenden Symphonie gegeben werden. Es gibt auch eigene Konzertprogramme und CD-Veröffentlichungen, die ausschließlich aus Konzertarien bestehen, beispielsweise das Album SCENE! von Christiane Karg, erschienen bei Berlin Classics im Jahr 2015. Oftmals werden Konzert- und Opernarien kombiniert, wie in Diana Damraus Mozart-Einspielung mit dem Cercle de l'Harmonie unter Jérémie Rhorer.
1992 kreierte die belgische Choreographin Anne Teresa De Keersmaeker mit ihrer Truppe Rosas den Tanzabend Un moto di gioia, dessen Musik ausschließlich aus Mozarts Konzertarien zusammengestellt war. Das Projekt wurde in einigen Städten Europas und in New York gezeigt, noch 2006 im Theater an der Wien.

## CD-Tips
- Johann Christian Bach & W. A. Mozart: Concert Arias. Hjördis Thebault, Hiroko Kouda, Gustav Belacek, Ensemble Solamente Naturali, Didier Talpain, Brilliant Classics 2009.
- Mendelssohns Infelice! auf der CD: Maria – Cecilia Bartoli (Arien u. a. für Maria Malibran), mit Orchestra La Scintilla, Adam Fischer, Decca, 2007.
- Mozart: The Concert Arias - Die Konzertarien – Les Airs de Concert (5 CDs). Mit Kiri Te Kanawa, Edita Gruberová, Teresa Berganza, Krisztina Laki, Elfriede Hobarth, Gösta Winbergh, Dietrich Fischer Dieskau, Fernando Corena u. a. (Compilation aus Aufnahmen von 1960, 1970, 1981, 1985). Decca, London, 1997.
- Mozart: Concert Arias. Edita Gruberová, Chamber Orchestra of Europe, Nikolaus Harnoncourt, urspr.: Teldec 1992; später: elatus / Warner-classics 2003 (Live-Konzert-Mitschnitt).
- Wolfgang Amadeus Mozart: Airs de Concert. Natalie Dessay, Orchestre de l'Opéra de Lyon, Theodor Guschlbaur, EMI-Classics 1995.